# プリキュア 5th ANNIVERSARY プリキュア ボーカルBOX
『プリキュア 5th ANNIVERSARY プリキュア ボーカルBOX』は、東堂いづみ原作によるアニメシリーズ『プリキュアシリーズ』の各作品群における主題歌、イメージソングなどを収録したボックスセットである。第1弾『〜光の章〜』と第2弾『〜希望の章〜』に分かれており、

## 概要
2008年に『プリキュアシリーズ』の5周年を記念し、第1作『ふたりはプリキュア』から発売当時放映中の第5作『Yes!プリキュア5GoGo!』までの作品における主題歌などを収録。また、特典としてそれぞれ各作品のノンテロップオープニングテーマ&エンディングテーマを収録したDVD付き（エンディングは第1弾が前期、第2弾が後期）。
ボーナストラック以外の楽曲については、それぞれの項を参照。

## リリース一覧

### BOX1 〜光の章〜
JANは「4-535506-20-128-7」。

#### ふたりはプリキュア
47分51秒
1. DANZEN!ふたりはプリキュア[3:35]
歌：五條真由美
2. 雨のち天晴れ[3:34]
歌：五條真由美
3. ☆SHINING STAR☆[3:29]
歌：中嶋朋子
4. キュア・アクション[4:09]
歌：五條真由美
5. ジェットコースターなM☆M[3:07]
歌：本名陽子&ゆかな
6. 好きなのに…ビミョ〜!![4:14]
歌：五條真由美
7. Heart to Heart[4:00]
歌：中嶋朋子
8. ありったけの笑顔で[4:46]
歌：本名陽子&ゆかな
9. DARKNESS[4:45]
歌：Dark Singers
10. プリティー・エクササイズ[4:56]
歌：本名陽子&ゆかな&五條真由美
11. ゲッチュウ!らぶらぶぅ?![3:40]
歌：五條真由美
12. ゲッチュウ!らぶらぶぅ?!(宮本佳那子ver.)[3:36]※ボーナストラック
歌：宮本佳那子

#### ふたりはプリキュア Max Heart
61分36秒
1. DANZEN!ふたりはプリキュア(ver.Max Heart)[3:43]
歌：五條真由美
2. Max Heartで GO GO GO!![4:06]
歌：本名陽子&ゆかな&田中理恵
3. ココロ ハ シッテ イル。[3:43]
歌：本名陽子
4. If…[4:25]
歌：ゆかな
5. わたしは光[3:55]
歌：田中理恵
6. 虹になろうよ[4:17]
歌：中嶋朋子
7. 希望の涙 〜Tears for tomorrow〜[5:48]
歌：五條真由美
8. ありがとう[4:09]
歌：田中理恵
9. 大好きがいっぱい[4:00]
歌：五條真由美
10. delight 万歳!![3:13]
歌：本名陽子
11. いつもとなりで[4:23]
歌：ゆかな
12. Sunset☆realize[4:14]
歌：田中理恵
13. 同じ夢見て 〜SET ME FREE〜[4:04]
歌：本名陽子&ゆかな
14. ムリムリ!?ありあり!!IN じゃあな〜い?![3:54]
歌：五條真由美
15. DANZEN!ふたりはプリキュア(ver.Max Heart)(うちやえゆかver.)[3:42]※ボーナストラック
歌：うちやえゆか

#### ふたりはプリキュア Splash☆Star
45分22秒
1. まかせて★スプラッシュ☆スター★[3:46]
歌：うちやえゆか with Splash Stars
2. 今日も元気![4:13]
歌：うちやえゆか
3. ずっと、ずっと…ね[4:11]
歌：樹元オリエ&榎本温子&山口勝平&松来未祐
4. 海が見えたら[4:20]
歌：樹元オリエ
5. blessing[4:18]
歌：うちやえゆか&五條真由美
6. 謎の行方[3:45]
歌：榎本温子
7. Yes!プリキュアスマイル♪ 〜夢に向かって〜[4:53]
歌：樹元オリエ&榎本温子&うちやえゆか
8. エガオノチカラ[3:58]
歌：五條真由美
9. my growing days[4:45]
歌：うちやえゆか
10. 「笑うが勝ち!」でGO![3:26]
歌：五條真由美
11. まかせて★スプラッシュ☆スター★(工藤真由ver.)[3:47]※ボーナストラック
歌：工藤真由

#### Yes!プリキュア5
58分45秒
1. プリキュア5、スマイル go go![3:55]
歌：工藤真由
2. メタモルフォーゼ 〜青春乙女LOVE&DREAM〜[5:06]
歌：ぷりきゅあ5
3. もん!太陽ドリーム[4:25]
歌：三瓶由布子
4. リバーシブル[3:42]
歌：竹内順子
5. しあわせのかたち[4:16]
歌：草尾毅
6. 永遠につながる時[5:29]
歌：入野自由
7. とびっきり!勇気の扉[4:03]
歌：伊瀬茉莉也
8. プリキュアfly[4:15]
歌：工藤真由
9. だぶるぴーす[3:25]
歌：宮本佳那子
10. グリーン・ノート[3:49]
歌：永野愛
11. Heavenly Blue[4:41]
歌：前田愛
12. 星の冠[4:37]
歌：草尾毅&入野自由
13. キラキラしちゃって My True Love![3:09]
歌：宮本佳那子
14. プリキュア5、スマイル go go!(五條真由美ver.)[3:53]※ボーナストラック
歌：五條真由美

#### Yes!プリキュア5 Go!Go!
45分36秒
1. プリキュア5、フル・スロットル GO GO![4:02]
歌：工藤真由
2. グルグル・マジ?カル・パスポート[3:45]
歌：宮本佳那子
3. リング・りん・リンク[4:38]
歌：三瓶由布子 with 竹内順子
4. ツイン・テールの魔法 〜扉をあけはなして〜[3:45]
歌：伊瀬茉莉也
5. Rose in rose[5:02]
歌：五條真由美
6. ミルク・ミラクル・ミルキィ伝説[3:45]
歌：仙台エリ
7. My dear friend[4:23]
歌：うちやえゆか
8. Shine 5 Hearts[4:02]
歌：ぷりきゅあ5
9. プリキュアからの招待状[4:11]
歌：工藤真由
10. おかえりなさい[4:08]
歌：竹内順子 with 三瓶由布子
11. 手と手つないでハートもリンク!![3:55]
歌：宮本佳那子

#### 特典DVD
プリキュア 5th ANNIVERSARY オープニング&エンディング（前期）ノンテロップムービー集
1. DANZEN!ふたりはプリキュア
2. ゲッチュウ!らぶらぶぅ?!
3. DANZEN!ふたりはプリキュア(ver.Max Heart)
4. ムリムリ!?ありあり!!In じゃぁな〜い?!
5. まかせて★スプラッシュ☆スター★
6. 「笑うが勝ち!」でGO!
7. プリキュア5、スマイル go go!
8. キラキラしちゃって My True Love!
9. プリキュア5、フル・スロットル GO GO!
10. 手と手つないでハートもリンク!!

### BOX2 〜希望の章〜
JANコードは「4-535506-20-145-4」。

#### ふたりはプリキュア
47分32秒
1. プリキュア登場! 〜VOCAL RAINBOW STORM〜[4:14]
歌：本名陽子&ゆかな
2. It's so cool 〜イケてるハート〜[3:19]
歌：小清水亜美&名塚佳織
3. TSUBOMI[4:02]
歌：ゆかな
4. プリキュアテンションBING BING BANG BANG![3:45]
歌：五條真由美
5. ここにいるよ[4:27]
歌：藤田美歌子
6. ゲッチュウ!らぶらぶぅ?! 〜VERONE Chorus Version〜[3:43]
歌：本名陽子&ゆかな&ヤング・フレッシュ
7. Never Stop!乙女タイム[3:49]
歌：徳光由禾&仙台エリ
8. 情熱!∞(むげんだい)[3:38]
歌：五條真由美
9. 光になりたい 〜like a diamonds〜[4:37]
歌：本名陽子
10. Beautiful World[4:31]
歌：うちやえゆか
11. DANZEN!ふたりはプリキュア 〜Nagi-nagi Hono-hono Version〜[3:37]
歌：本名陽子&ゆかな
12. ムリムリ!?ありあり!!IN じゃぁな〜い?![3:50]※ボーナストラック
歌：宮本佳那子

#### ふたりはプリキュア Max Heart
57分22秒
1. ワンダー☆ウインター☆ヤッター!![3:52]
歌：五條真由美
2. Crystal[4:11]
歌：五條真由美
3. I believe in[4:20]
歌：中嶋朋子
4. ☆A Wish of a Heart☆[4:25]
歌：五條真由美
5. シアワセのかくれんぼ[4:27]
歌：中司雅美
6. 木枯らしのDing Dong[3:35]
歌：五條真由美
7. 信じる力で勇気100倍!![3:37]
歌：本名陽子
8. ありがとう 〜あなたに会えてよかった〜[4:54]
歌：ゆかな
9. 〜To be continued〜[3:57]
歌：田中理恵
10. チャレンジ☆チェンジ[3:54]
歌：五條真由美 with 本名陽子&ゆかな
11. 〜α〜[4:26]
歌：中司雅美
12. Happy ending[4:18]
歌：本名陽子&ゆかな
13. 旅立ちの朝に[3:37]
歌：五條真由美
14. ワンダー☆ウインター☆ヤッター!![3:49]※ボーナストラック
歌：工藤真由

#### ふたりはプリキュア Splash☆Star
46分18秒
1. ガンバランスdeダンス[3:56]
歌：五條真由美 with フラッピ&チョッピーズ
2. バイセコー[4:16]
歌：樹元オリエ&榎本温子
3. Pa!っとハレバレじゃん[3:38]
歌：樹元オリエ・榎本温子・うちやえゆか・五條真由美
4. A message of wind[4:36]
歌：榎本温子
5. 7つの泉を奪還せよ!! 〜フィフスエレメントの逆襲〜[5:42]
歌：DARK ELEMENTS
6. 海に月、心に光、キラキラと。[4:06]
歌：樹元オリエ
7. ピカピカ・ヒーリング[4:27]
歌：五條真由美
8. Girl's Work[3:16]
歌：樹元オリエ・榎本温子・うちやえゆか・五條真由美
9. 奇跡の雫[4:59]
歌：うちやえゆか
10. ガンバランスdeダンス 〜咲&舞version〜[4:00]
歌：樹元オリエ&榎本温子
11. 「笑うが勝ち!」でGO![3:22]※ボーナストラック
歌：うちやえゆか

#### Yes!プリキュア5
61分52秒
1. プリキュア5、スマイルgo go! (ぷりきゅあ5ver.)[3:55]
歌：ぷりきゅあ5
2. オッケー・バトン[4:51]
歌：三瓶由布子
3. CREAM[4:39]
歌：草尾毅
4. 情熱[3:41]
歌：竹内順子
5. 笑ったら最強!![3:54]
歌：工藤真由
6. 夢みる女の子[4:40]
歌：伊瀬茉莉也
7. マスカット[4:07]
歌：五條真由美&うちやえゆか
8. 信頼[5:28]
歌：永野愛
9. jewel[4:11]
歌：入野自由
10. きっと大丈夫[4:19]
歌：前田愛
11. TIME MACHINE[5:38]
歌：草尾毅&入野自由
12. 1,2,シュート! 〜Five Explosion〜[4:32]
13. ガンバランスdeダンス 〜夢みる奇跡たち〜[4:02]
歌：宮本佳那子
14. 手と手つないでハートもリンク!![3:55]※ボーナストラック
歌：五條真由美

#### Yes!プリキュア5GoGo!
49分12秒
1. プリキュア5、フル・スロットル GOGO![4:04]
歌：工藤真由
2. コドモノ時間[4:15]
歌：永野愛&前田愛
3. スマイル![4:19]
歌：宮本佳那子
4. sound 〜いつまでも これからも〜[3:57]
歌：五條真由美
5. シロップのドロップ[4:40]
歌：朴璐美
6. プリキュアモードにSWITCH ON![4:30]
歌：キュア・カルテット
7. たとえどんなに離れていても[4:31]
歌：工藤真由
8. 希望のかけら[4:48]
歌：うちやえゆか
9. そして、世界は拡がっていく[4:29]
歌：永野愛&前田愛
10. ガンバランスdeダンス 〜希望のリレー〜[4:03]
歌：キュア・カルテット
11. 明日、花咲く。笑顔、咲く。[5:36]
歌：ぷりきゅあ5 plus くるみ

#### 特典DVD
オープニング&エンディング(後期)ノンテロップムービー集
1. DANZEN!ふたりはプリキュア
2. ゲッチュウ!らぶらぶぅ?!
3. DANZEN!ふたりはプリキュア (ver.Max Heart)
4. ワンダー☆ウインター☆ヤッター!!
5. まかせて★スプラッシュ☆スター★
6. ガンバランスdeダンス
7. プリキュア5、スマイル go go!
8. ガンバランスdeダンス 〜夢みる奇跡たち〜
9. プリキュア5、フル・スロットル GO GO!
10. ガンバランスdeダンス 〜希望のリレー〜